# Akibiyori
Akibiyori (秋日和) é um filme de drama japonês de 1960 dirigido e escrito por Yasujirō Ozu e Kogo Noda. Foi selecionado como representante do Japão à edição do Oscar 1961, organizada pela Academia de Artes e Ciências Cinematográficas.

## Elenco
- Setsuko Hara - Akiko Miwa
- Yoko Tsukasa - Ayako Miwa
- Mariko Okada - Yuriko Sasaki
- Keiji Sada - Shotaru Goto
- Miyuki Kuwano - Michiko
- Shinichiro Mikami - Koichi
- Shin Saburi - Soichi Mamiya
- Chishū Ryū - Shukichi Miwa
- Nobuo Nakamura - Shuzo Taguchi
- Kuniko Miyake - Nobuko
- Sadako Sawamura - Fumiko
- Ryūji Kita - Seiichiro Hirayama
- Fumio Watanabe - Tsuneo Sugiyama
- Ayako Senno - Shigko Takamatsu
- Yuriko Tashiro - Yoko